# Ювяярви
Ювяярви — пресноводное озеро на территории Кестеньгского сельского поселения Лоухского района Республики Карелии.
Находится на территории национального парка «Паанаярви».

## Общие сведения
Площадь озера — 1,5 км². Располагается на высоте 255,2 метров над уровнем моря.
Форма озера лопастная, продолговатая: оно более чем на два километра вытянуто с юго-запада на северо-восток. Берега изрезанные, каменисто-песчаные, преимущественно возвышенные, местами заболоченные.
Через озеро протекает ручей без названия, впадающий с левого берега в реку Нурис (приток реки Оланги, впадающей в Пяозеро).
В озере расположено не менее трёх небольших безымянных островов.
Населённые пункты и автодороги вблизи водоёма отсутствуют.
Код объекта в государственном водном реестре — 02020000411102000000889.